# Helena Teigová
Helena Teigová z domu Pešlová (ur. 12 marca 1902 w Třebýcinie, zm. 12 października 1986 w Pradze) – czeska tłumaczka i popularyzatorka literatury polskiej.

## Życiorys
Absolwentka romanistyki na Uniwersytecie Karola. Wychowała się we Lwowie oraz Bielsku. Po zakończeniu I wojny światowej zamieszkała w Pradze. Tłumaczyła głównie literaturę współczesną, w tym m.in. opowiadania Jarosława Iwaszkiewicza, twórczość Igora Newerlego, Jerzyego Putramenta, Adolfa Rudnickiego, Wojciecha Żukrowskiego oraz wszystkie dramaty Leona Kruczkowskiego (łącznie ponad 100 przekładów). Przyczyniła się do pospisania umowy o współpracy kulturalnej między PRL a CSRS. Uhonorowana czechosłowackim odznaczeniem „Za wybitne osiągnięcia przekładowe” w 1969 oraz nagrodą literacką  ZAiKS-u dla tłumaczy w 1972. Jej mężem był profesor matematyki i fizyki Karel Teige (1891–1965), a córką Helena Stachová, również tłumaczka literatury polskiej.
O Teigovej jako tłumaczce Newerlego wspomina biografia Szkatułki Newerlego.
Zmarła w Pradze, pochowana w grobowcu Rodziny Teige na cmentarzu Wyszehradzkim.

## Wybrane przekłady[1]
- Cudzoziemka Marii Kuncewiczowej (1937)
- Kordian i cham Leona Kruczkowskiego (1947)
- Noc Jerzego Andrzejewskiego (1947)
- Dymy nad Birkenau Seweryny Szmaglewskiej (1947)
- Klucze Marii Kuncewiczowej (1948)
- Rajska jabłoń Poli Gojawiczyńskiej (1948)
- Popiół i diament Jerzego Andrzejewskiego (1948)
- Lalka Bolesława Prusa (1949–1950)
- Faraon Bolesława Prusa (1950)
- Płomienie Stanisława Brzozowskiego (1950)
- Dziewczęta z Nowolipek Poli Gojawiczyńskiej (1951)
- Noce i dnie Marii Dąbrowskiej (1951)
- Pokolenie Bohdana Czeszki (1953)
- Sennik współczesny Tadeusza Konwickiego (1965)
- Tristan 1946 Marii Kuncewiczowej (1971)